# Felix Görling
Felix Adolf Görling (* 18. Mai 1860 in Reudnitz; † 29. November 1932 in Berlin) war ein deutscher Bildhauer und Maler. Er wurde bekannt durch seine schöpferische Plastik, die sich auf dem Gebiet der damals besonders gepflegten Denkmalskunst bewegte. 

## Leben und Werk
Der Bildhauer und Maler Felix Görling wurde 1860 in Reudnitz bei Leipzig geboren. Seine Ausbildung erhielt er von 1881 bis 1884 bei Fritz Schaper an der Akademie der Künste in Berlin. Ab 1897 war Görling im Vorstand der Berliner Bronzegießerei von Hermann Gladenbeck, später fungierte er als deren technischer Direktor, ab 1918 bis zur Liquidation des Unternehmens auch als künstlerischer Leiter. Görling trug wesentlich zum Weltruf der Gießerei bei. So wurde beispielsweise das umfangreiche Standbild Kaiser Wilhelms I. am alten Berliner Schloss bekannt.

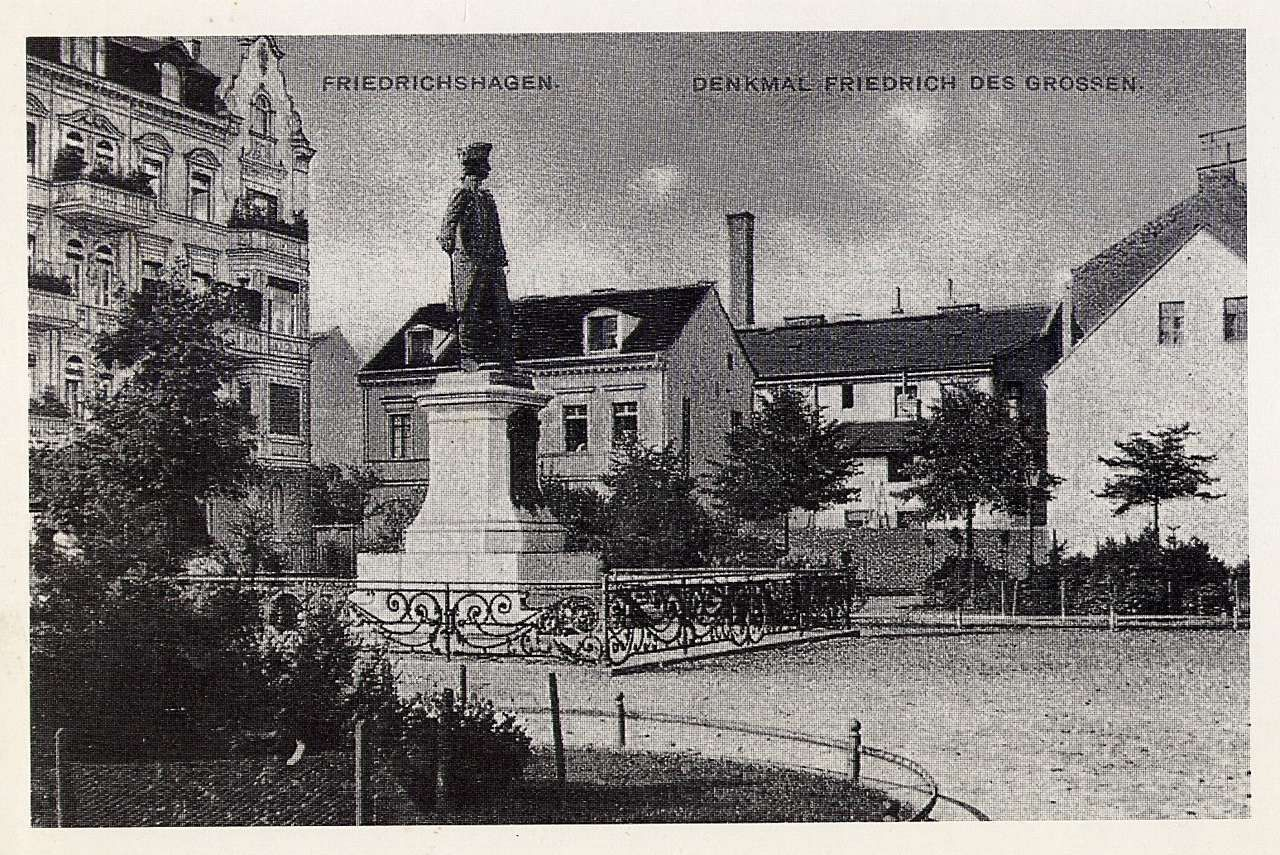
Denkmal Friedrichs II., historische Postkarte

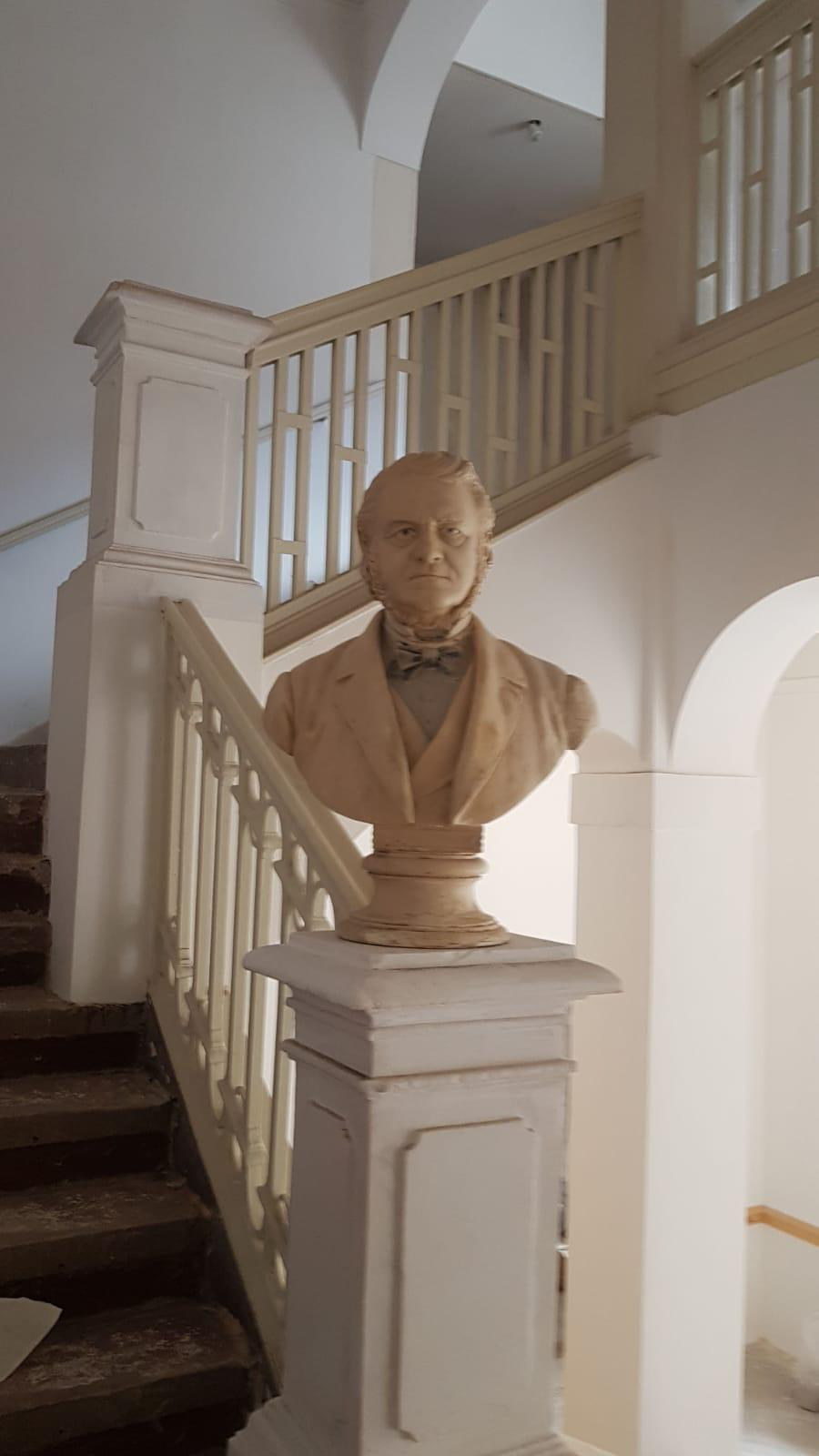
Von Felix Görling geschaffene Büste

Görling entwarf zahlreiche weitere klassizistische Denkmäler und Büsten, z. B. von Alexander von Humboldt für Chicago 1892, Lingenfeld und Friedrich dem Großen, die in der Gladenbecker Bronzegießerei hergestellt wurden. 1884 nahm er mit dem Fechter an der Berliner Akademie-Ausstellung teil, 1891 war er auf der Internationalen Kunst-Ausstellung mit einer Statue von Kaiser Friedrich I. vertreten. Aus Anlass des 100. Geburtstags Kaiser Wilhelms I. errichtete Berlin-Weißensee auf dem Antonplatz ein von Görling geschaffenes Standbild des Kaisers, das später in den Park am Weißen See kam und nicht erhalten ist. Daneben schuf Görling Kleinbronzen, die als Auflagenplastiken in den Verkauf kamen und heute in namhaften Auktionshäusern gehandelt werden. Von 1901 bis 1920 war Görling Mitglied im Verein Berliner Künstler. Er war auch als Landschaftsmaler tätig.
Sein Lebensmittelpunkt war seit 1880 in Friedrichshagen bei Berlin. Trotz seines großen Aufgabengebietes fand er Zeit, sich für die Belange der Friedrichshagener Bürger zu engagieren. Viele Jahre gehörte er der Gemeindevertretung an. Er war auch der Schöpfer des Denkmals Friedrichs des Großen, das auf dem Marktplatz in Friedrichshagen steht; dessen Grundsteinlegung war 1903 zur 150-Jahr-Feier Friedrichshagens. Er schuf auch das 1911 in Gegenwart des Regierungspräsidenten Günther von Seherr-Thoß enthüllte Kaiser-Wilhelm-Denkmal in Friedeberg.
Görling begleitete den Kaiser auf dessen Nordlandreisen. War der Kaiser zu Besuch in Friedrichshagen, versäumte er es nie, Görling einen Besuch abzustatten, um dabei die neuesten Erzeugnisse der Gießerei anzusehen. 

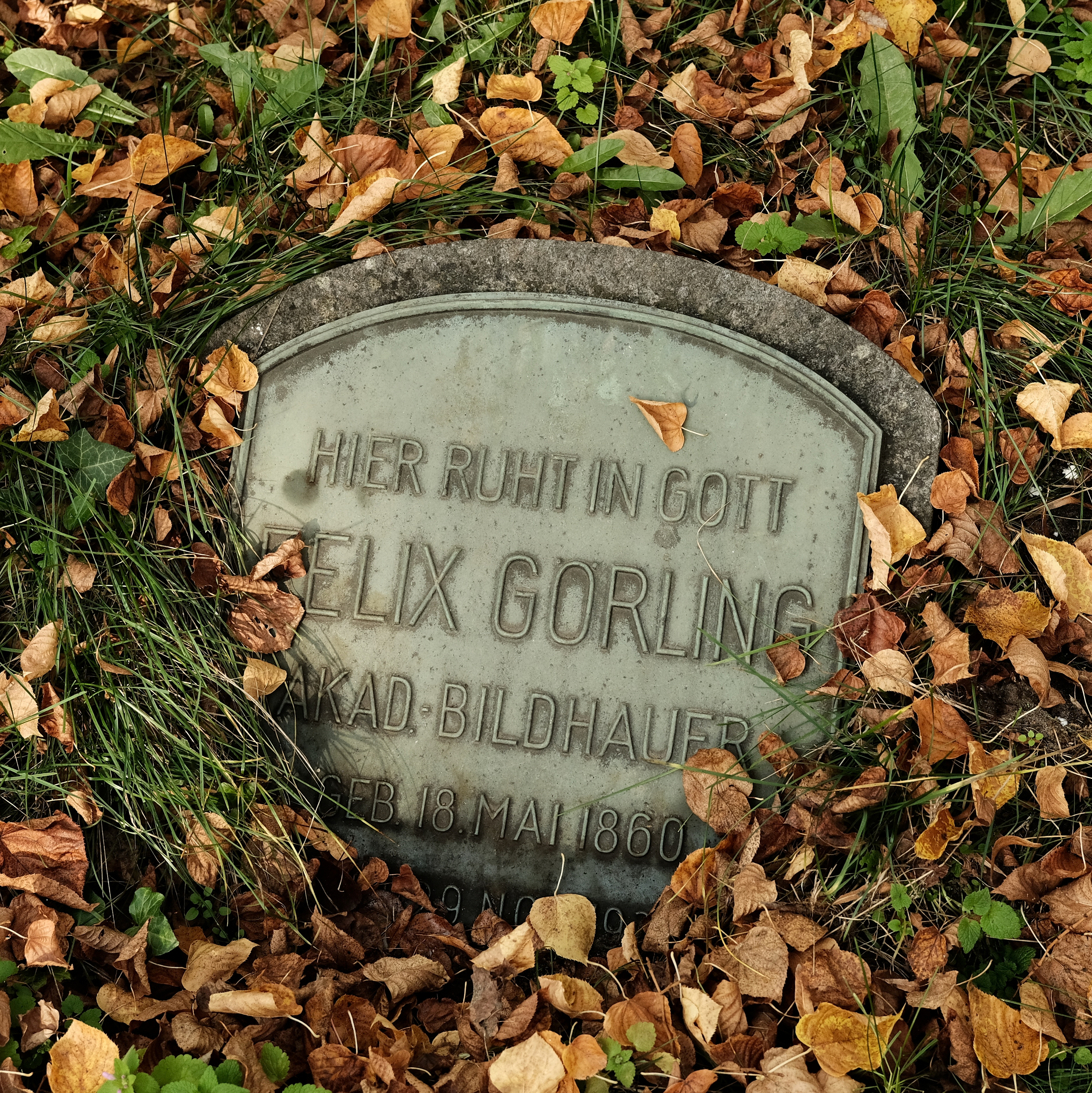
Grab des Bildhauers Felix Görling.

Felix Görling starb 1932 in Berlin. Sein Grab befindet sich auf dem Evangelischen Friedhof Friedrichshagen.